# Ганда (народ)

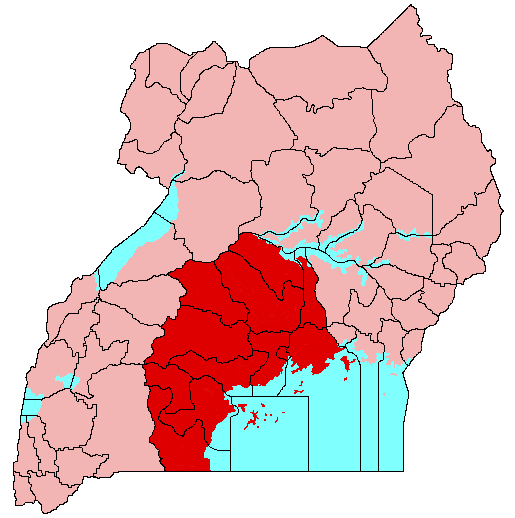
Буганда — территория расселения ганда на юге Уганды (Центральная область Уганды)

Га́нда (самоназвание — баганда, луганда baganda) — бантусский народ, проживающий на юге Уганды, в основном в этносубрегионе и исторической земле Буганда — в Центральной (столичной) области Уганды. В ряде источников описан как вага́нда.
Численность ганда, по данным переписи населения 2024 года, составляет 7 037 404 человек, являясь наибольшей по численности этнической группой Уганды и составляя 15,3 % населения страны. Говорят на языке луганда, относящемся к языкам банту. Значительная часть ганда исповедуют христианство (протестантизм и католичество), есть мусульмане. Часть сохраняет традиционные местные верования.
Родство отсчитывают по отцу. Общество ганда организовано по клановой системе; кланы делятся на роды. Браки внутри рода запрещены. Вожди кланов могут созывать совет, состоящий из глав отдельных родов.
Занимаются земледелием, выращивают хлопок, маниок, батат, бананы.
Составили этническую основу государства Буганда (с XV века). В период вхождения в британский протекторат неоднократно поднимали восстания в 1945 г. в г. Кампала, в апреле-мае 1949 гг.
Традиционная одежда подверглась ближневосточному влиянию. Традиционная мужская одежда — канзу (луганда kanzu), белая или кремовая долгополая рубаха наподобие арабских дишдаши и галабеи, перенятая у арабских же купцов в начале XIX века. Под канзу носят штаны. Считается, что первым кабакой (королём) Буганды, носившим канзу, был Сууна II, правивший в 1832-1856 годы. Первоначально канзу была распространена среди высокопоставленных людей, наряду с закупавшимися у арабов дишдашами, она изготовлялась из льна и хлопка. Впоследствии канзу проникла во все слои общества Буганды, их стали изготавливать из корья (лубуго), а затем из более дешёвых тканей: шёлка и поплина. Из Буганды канзу распространилась на всю территорию современной Уганды, и была заимствована некоторыми другими народами. Канзу украшается вышивкой у ворота и на рукавах. Другая традиционная мужская одежда — набедренная повязка из корья. Мужчины-мусульмане носят тюбетейки. Традиционная одежда женщин — кикои (луганда kikoyi), кусок ткани, обёрнутый вокруг тела на манер накидки или юбки. Помимо ганда, кикои распространён у множества других народов Восточной Африки. С середины XX века среди женщин распространено платье гомеси (луганда gomesi), восходящее к форме средней школы города Каяза (округ Вакисо), сшитой по заказу администрации школы портным из Гоа по имени Фернанду Гомеш (порт. Fernando Gomes). Поскольку в этой школе учились дети из высокопоставленных бугандийских семей, то вскоре гомеси облюбовали и при дворе кабаки, как и девочки, так и взрослые девушки и женщины. Гомеси представляет собой платье с квадратным вырезом, высокими плечиками, опоясываемое кушаком китамбала, оно носится поверх кикои. Первоначально гомеси изготавливали из хлопка, к настоящему времени их шьют из шёлка и атласа. Сегодня традиционная одежда одевается по праздникам, кроме того, канзу входит в состав дресс-кода депутатов парламента Уганды, наряду с костюмом-тройкой и костюмом-сафари. С 1930-1940-х годов и по сей день канзу могут носить с пиджаком. Исполнители традиционных танцев носят юбки из сушёной травы, иногда раскрашиваемые в разные цвета для красоты (аналогично и у сога).